# La casa sin fronteras
La casa sin fronteras es una película española de drama estrenada en 1972, coescrita y dirigida por Pedro Olea y protagonizada en los papeles principales por Geraldine Chaplin y Tony Isbert.
La película (basada en el cuento "Lluvia" de José Agustín) compitió por el Oso de oro en la 22ª edición del Festival Internacional de Cine de Berlín, en el que finalmente resultó vencedora Los cuentos de Canterbury de Pier Paolo Pasolini.

## Sinopsis
Daniel es un joven que llega a Bilbao en busca de trabajo y allí conoce a un anciano que le hace un extraño y misterioso encargo: debe encontrar a una chica llamada Lucía, que ha sido captada por una secta llamada "La casa sin fronteras".

## Reparto
- Geraldine Chaplin como Lucía Alfaro
- Tony Isbert como Daniel Márquez
- Viveca Lindfors como Señorita Elvira
- José Orjas como Anciano
- Patty Shepard como Chica de La Boheme
- Julio Peña como Decano del coro
- Luis Ciges como Dueño de la fonda
- María Arias como Dueña de la pensión
- Eusebio Poncela como	Óscar Fuentes
- Jesús Fernández como Hermano de Daniel
- Margarita Robles como Viuda de Arévalo
- Charly Bravo como	Camarero
- William Layton como Líder de la casa
- José Franco como Marmolista
- Porfiria Sanchiz
- Vicente Vega
- Moisés Menéndez
- Fernando Sotuela
- María Sánchez Aroca como	Señora del cementerio
- Ángel Menéndez
- Pilar Vela
- Valentín Tornos como Eugenio Alonso